# Invasion de la Grenade
Guerre froide
L'invasion de la Grenade, également connue sous le nom de code opération Urgent Fury, est l'opération militaire qui vit le débarquement en Grenade, un pays insulaire situé dans les Petites Antilles, d'une force militaire réunissant des soldats des États-Unis et de plusieurs nations des Caraïbes. L'opération de 1983, qui faisait suite à plusieurs années de tensions politiques entre la Grenade et les États-Unis, a été déclenchée par le coup d'État ayant mené au renversement et à l'exécution du Premier ministre grenadien, Maurice Bishop. Le 25 octobre 1983, les États-Unis, la Barbade, la Jamaïque et les membres de l'Organisation des États de la Caraïbe orientale (OECO) envoyèrent une flotte et firent débarquer des troupes sur l'île, écrasèrent les troupes grenadiennes et cubaines et renversèrent le gouvernement militaire d'Hudson Austin. Cette opération mit fin au Gouvernement révolutionnaire du peuple, régime d'orientation communiste en place à la Grenade depuis 1979.
L'opération, menée en dehors de tout mandat du Conseil de sécurité de l'ONU, causa la mort d'une centaine de personnes et fut condamnée par un vote de l'Assemblée générale des Nations unies.
Le 25 octobre est devenu une fête nationale à la Grenade sous le nom de Thanksgiving Day.

## Contexte
Le 13 mars 1979, le New Jewel Movement, parti pro-cubain d'inspiration marxiste-léniniste, dont le principal dirigeant est Maurice Bishop, renverse par un coup d'État le gouvernement du Premier ministre Eric Gairy, qui connaissait depuis plusieurs années une dérive autoritaire. Un Gouvernement révolutionnaire populaire est proclamé par les dirigeants du NJM ; Maurice Bishop devient Premier ministre du pays. La constitution du pays est suspendue ; si le renversement de Gairy est bien accueilli par la majorité de la population de la Grenade, le nouveau gouvernement s'abstient ensuite de convoquer les élections promises et le comité central du New Jewel Movement s'arroge dans les faits tous les pouvoirs. Sur le plan international, les relations se tendent rapidement avec les États-Unis ; le gouvernement de Bishop, déjà en contact avec le régime de Fidel Castro avant même le coup d'État, s'allie dès lors ouvertement avec Cuba. Castro, principal allié du régime grenadien, entreprend de jouer les intermédiaires avec les autres pays communistes : des accords sont progressivement conclus avec l'URSS et l'ensemble des pays du bloc de l'Est. Bishop entreprend une militarisation progressive du pays, qui n'était doté en 1979 que d'une petite force armée.
Le gouvernement entreprend, avec l'aide de Cuba, de faire construire un aéroport international destiné à relancer l'économie de l'île. Plusieurs centaines de coopérants cubains, pour la plupart des ouvriers venus aider à la construction de l'aéroport, s'installent sur l'île ; une grande partie d'entre eux sont par ailleurs des réservistes des Forces armées cubaines et possèdent une formation militaire. Cuba installe ensuite à la Grenade un contingent de militaires d'active, ainsi que des agents de ses services de sécurité. La construction de l'aéroport, et l'étroite coopération entre Cuba et la Grenade, contribuent à alimenter l'inquiétude des États-Unis ; le président Ronald Reagan désigne cet aéroport, ainsi que d'autres sites, comme la preuve d'une menace contre les États-Unis. Le gouvernement américain accuse alors la Grenade de construire ces installations dans le cadre du processus de militarisation cubano-soviétique dans la zone des Caraïbes, et d'aider au transport d'armes organisé par les Soviétiques et les Cubains afin d'aider les guérillas d'inspiration marxiste en Amérique centrale. Le gouvernement de Bishop affirme quant à lui que l'aéroport avait été construit afin d'accueillir les avions de ligne transportant des touristes.
Dans le courant de l'année 1983, Maurice Bishop tente d'améliorer les rapports de son gouvernement avec les États-Unis, les tensions internationales et la dépendance économique de la Grenade envers le tourisme nord-américain lui ayant fait réaliser le caractère nocif d'une mésentente de long terme. Le régime grenadien est cependant parcouru de conflits internes, dus notamment à la rivalité entre Bishop et son vice-premier ministre Bernard Coard, qui se juge plus qualifié pour conduire le pays. Des fidèles de Bishop sont progressivement exclus du comité central du New Jewel Movement. En octobre, la tension politique est à son comble, et des rumeurs de complot contre le Premier ministre courent dans le pays. Le 12 octobre, le comité central fait mettre Maurice Bishop en résidence surveillée. Le lendemain, une assemblée générale du parti, dominée par les fidèles de Coard, se tient et met en accusation Bishop pour manquements à l'orthodoxie marxiste-léniniste ; le Premier ministre est maintenu en détention. Le bruit du renversement de Maurice Bishop se répand bientôt à la Grenade, et les partisans du Premier ministre qui, contrairement à Coard, jouit d'une certaine popularité, se mobilisent. Le 19 octobre, une foule investit la résidence de Maurice Bishop et libère ce dernier. Bishop se rend alors avec ses partisans au fort militaire de Saint-Georges pour en prendre le contrôle. Mais un véhicule de l'armée, arrivé sur les lieux, tire sur la foule et la disperse ; Maurice Bishop et plusieurs de ses partisans, capturés, sont sommairement exécutés à la mitrailleuse. Un « Conseil militaire révolutionnaire », dirigé par le général Hudson Austin, allié de Bernard Coard, prend le pouvoir et décrète un couvre-feu dont toute violation sera punie de mort.

## Invasion

### Prélude

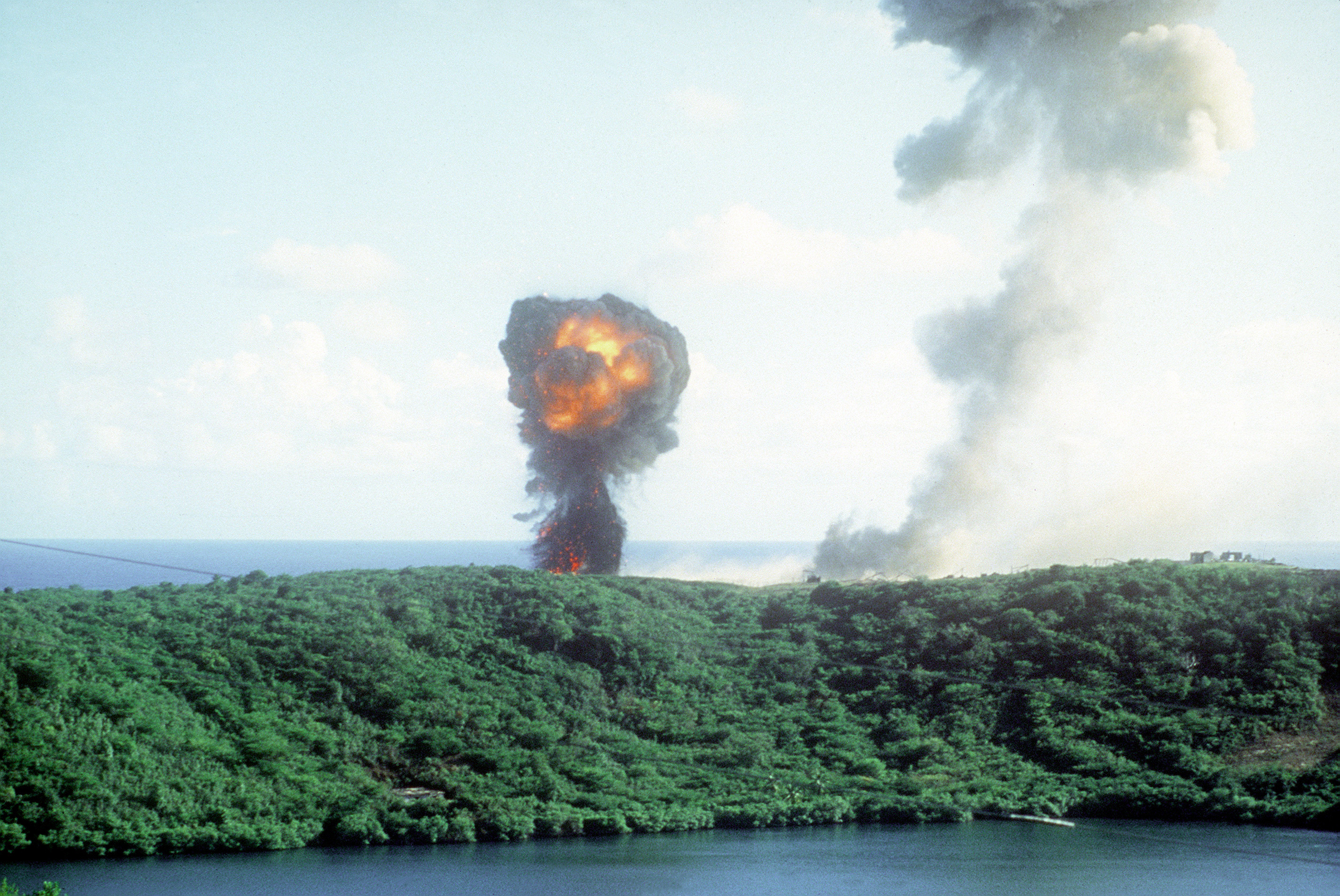
Une explosion durant un bombardement.

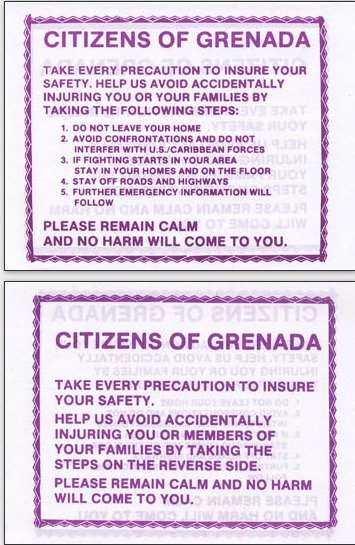
Tract américain destiné à la population civile : « Citoyens de la Grenade, prenez toutes les précautions pour assurer votre sécurité. Aidez-nous à éviter toute blessure accidentelle pouvant vous concerner ou votre famille en prenant les mesures suivantes : 1. ne quittez pas votre domicile ; 2. évitez les confrontations et n’interférez pas avec les forces américaines / caribéennes ; 3. si des combats commencent dans votre zone, restez dans la maison et sur le sol ; 4. évitez l'usage des routes et des autoroutes ; 5. d'autres informations d'urgence suivront. Restez calme et il ne vous sera fait aucun mal. » Le tract du bas fournit le même message synthétisé.

Les événements de la Grenade soulèvent l'indignation unanime des gouvernements de la Communauté caribéenne. Le Conseil militaire révolutionnaire, isolé, est d'autant plus fébrile qu'une escadre navale américaine, en route vers le Liban en guerre, détourne sa route vers la Grenade. Sous l'impulsion de la Dominique et de Sainte-Lucie, les membres de l'Organisation des États de la Caraïbe orientale (OECO) décident le 22 octobre, du principe d'une intervention militaire. Le jour même, Ronald Reagan est informé du projet d'intervention, qui apparaît à l'administration américaine comme une occasion de faire reculer le communisme aux Caraïbes. Le lieutenant-colonel Oliver North est chargé, au sein du Conseil de sécurité nationale, de superviser les opérations liées à la Grenade. Le département de la Défense exprime des réserves en raison du risque de pertes, mais le 23 octobre, l'attentat de Beyrouth, qui cause la mort de 241 Américains, convainc l'administration Reagan de la nécessité de montrer ses capacités de réaction. La Jamaïque et la Barbade, non membres de l'OECO, se joignent aux préparatifs. Le gouvernement cubain, embarrassé par les bouleversements à la Grenade et la fin de Maurice Bishop, réagit aux manœuvres militaires en cours : le 24 octobre, Fidel Castro envoie un officier de confiance, le colonel Pedro Tortoló Comas, commander le contingent cubain et prendre en charge les citoyens cubains présents sur place, dans l'éventualité d'une attaque extérieure,.
Le président Reagan invoque parmi ses motivations la sauvegarde des citoyens américains alors présents à la Grenade — environ un millier, dont 650 étudiants fréquentant une université de médecine — et la nécessité de restaurer la loi et l'ordre après le coup de force des « gangsters gauchistes ». Dans les faits, le Conseil militaire révolutionnaire prend soin, afin de ne pas encourir de représailles, de garantir la sécurité des étudiants américains, dont la plupart ne sont donc pas en danger immédiat. Le 24 octobre, les familles d'environ 500 étudiants font parvenir au président Reagan un télégramme lui demandant de ne pas intervenir militairement, afin d'éviter de mettre en danger la vie de leurs enfants. Le même jour, une partie des citoyens américains, canadiens et britanniques présents à la Grenade, quitte le pays. Le Royaume-Uni, dont la reine Élisabeth II est le chef d'État en titre de la Grenade, est tenu au secret des préparatifs de l'intervention : la Première ministre Margaret Thatcher n'est prévenue qu'après le déclenchement de l'intervention militaire. L'invasion pose par ailleurs des problèmes de légalité, l'OECO ne pouvant décider d'intervention qu'avec l'accord unanime de ses membres : or, les territoires de Montserrat et de Saint-Christophe-et-Niévès, encore sous tutelle du Royaume-Uni, ne peuvent se prononcer sans accord du gouvernement britannique. La difficulté est contournée en s'appuyant sur le gouverneur général Paul Scoon : Eugenia Charles, Premier ministre de la Dominique, déclare par la suite que le gouverneur général de la Grenade lui a transmis un message demandant l'aide de l'OECO. Scoon précise par la suite avoir demandé une aide extérieure, mais pas une intervention militaire ; Élisabeth II déclare quant à elle ne pas avoir été informée d'une requête d'intervention.

### Opérations militaires

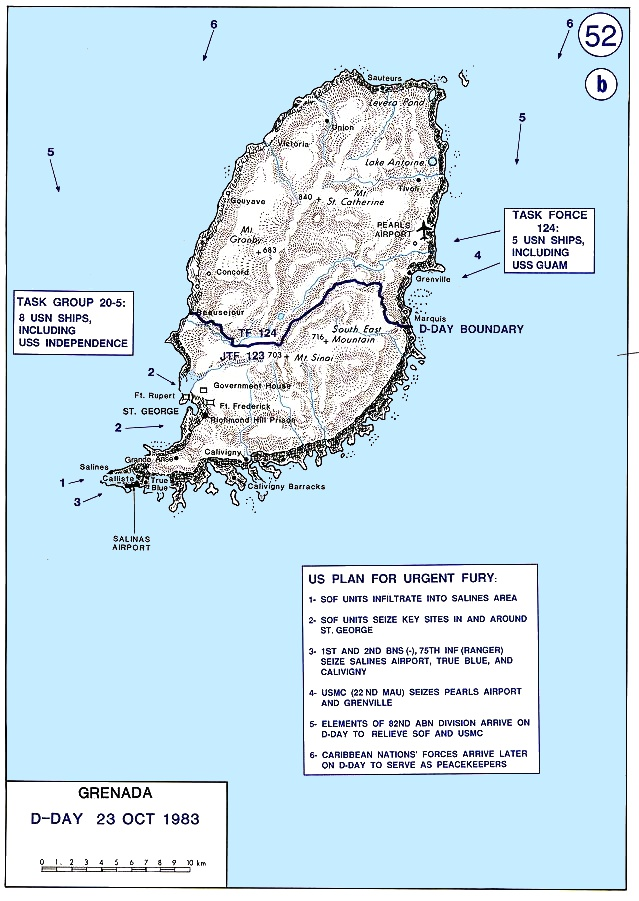
Plan d'attaque de l'île de la Grenade.

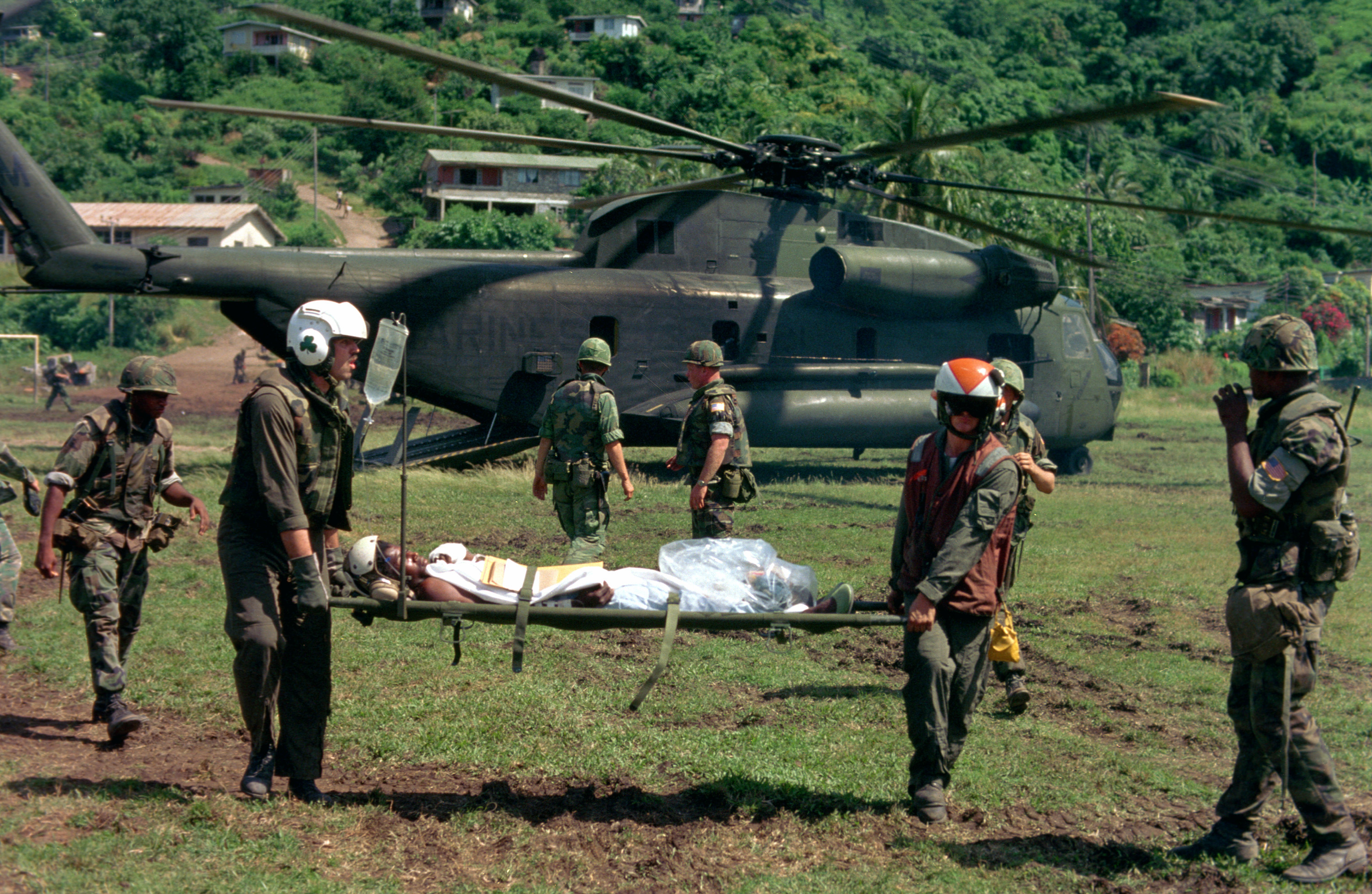
Évacuation d'un soldat blessé par un CH-53 du Corps des Marines des États-Unis (USMC).

L'offensive débute le 25 octobre 1983 à 5 h ; c'est la première opération militaire d'envergure lancée par l'armée américaine depuis la guerre du Viêt Nam. Les troupes d'invasion, après avoir fait le plein de carburant à l'aéroport international Grantley-Adams, à la Barbade, font route vers l'île de la Grenade, la principale île du pays, et y entament leur débarquement. Les États-Unis, avec environ 6 000 membres des différentes unités composant la force de déploiement rapide (Marines, Rangers, Navy SEALS, Delta Force...) fournissent le gros des forces d'invasion ; ils sont soutenus par 353 soldats des différents États caribéens. Les forces adverses comptent 1 500 soldats  grenadiens ainsi qu'environ 700 soldats cubains. Les sources officielles américaines affirment que les défenseurs de l'île étaient bien préparés, stratégiquement positionnés et qu'ils opposèrent une résistance acharnée à l'envahisseur au point que l'armée américaine dut envoyer sur place deux bataillons supplémentaires le 25 octobre au soir. Néanmoins, la supériorité totale du corps expéditionnaire tant sur mer que dans les airs, incluant des hélicoptères d'attaque et une artillerie navale d'appui, donne un très net avantage aux forces d'invasion. Les plus durs combats sont ceux opposant les troupes cubaines et américaines ; Fidel Castro fait parvenir au colonel Tortoló l'ordre de résister coûte que coûte. Les affrontements entre les Cubains, soutenus par la DCA grenadienne, et les Américains représentent le premier combat direct entre les forces armées des deux pays. Environ 24 soldats trouvent la mort dans la bataille ; mais le gros des troupes cubaines se montre finalement peu combatif, à la grande déception de Fidel Castro. Le colonel Tortoló lui-même finit par se réfugier à l'ambassade d'URSS. Par la suite, après avoir regagné Cuba, il est dégradé et envoyé sur le terrain de la guerre civile angolaise, où il trouve la mort. Plusieurs autres officiers cubains qui s'étaient rendus lors de l'invasion sont également dégradés et envoyés se battre en Afrique,.
Si la bataille contre les Cubains représente le principal engagement militaire de l'opération, les forces d'invasion progressent rapidement dans le reste du pays. Au bout de trois jours, le contrôle des Américains et de leurs alliés sur la Grenade est presque total. Le dernier affrontement important a lieu le 27 octobre dans la localité de Calivigny, sur la côte sud-est, où se situe le principal camp de l'Armée révolutionnaire du peuple de la Grenade. Les installations sont soumises à un long bombardement avant d'être investies. Au sixième jour, les dernières poches de résistance sont écrasées, et l'île de Carriacou mise sous contrôle. Les forces d'invasion ratissent le pays à la recherche d'éventuels Cubains et membres de l'Armée révolutionnaire du peuple. Le 2 novembre, la phase des opérations de combat est considérée comme terminée par les forces d'invasion.

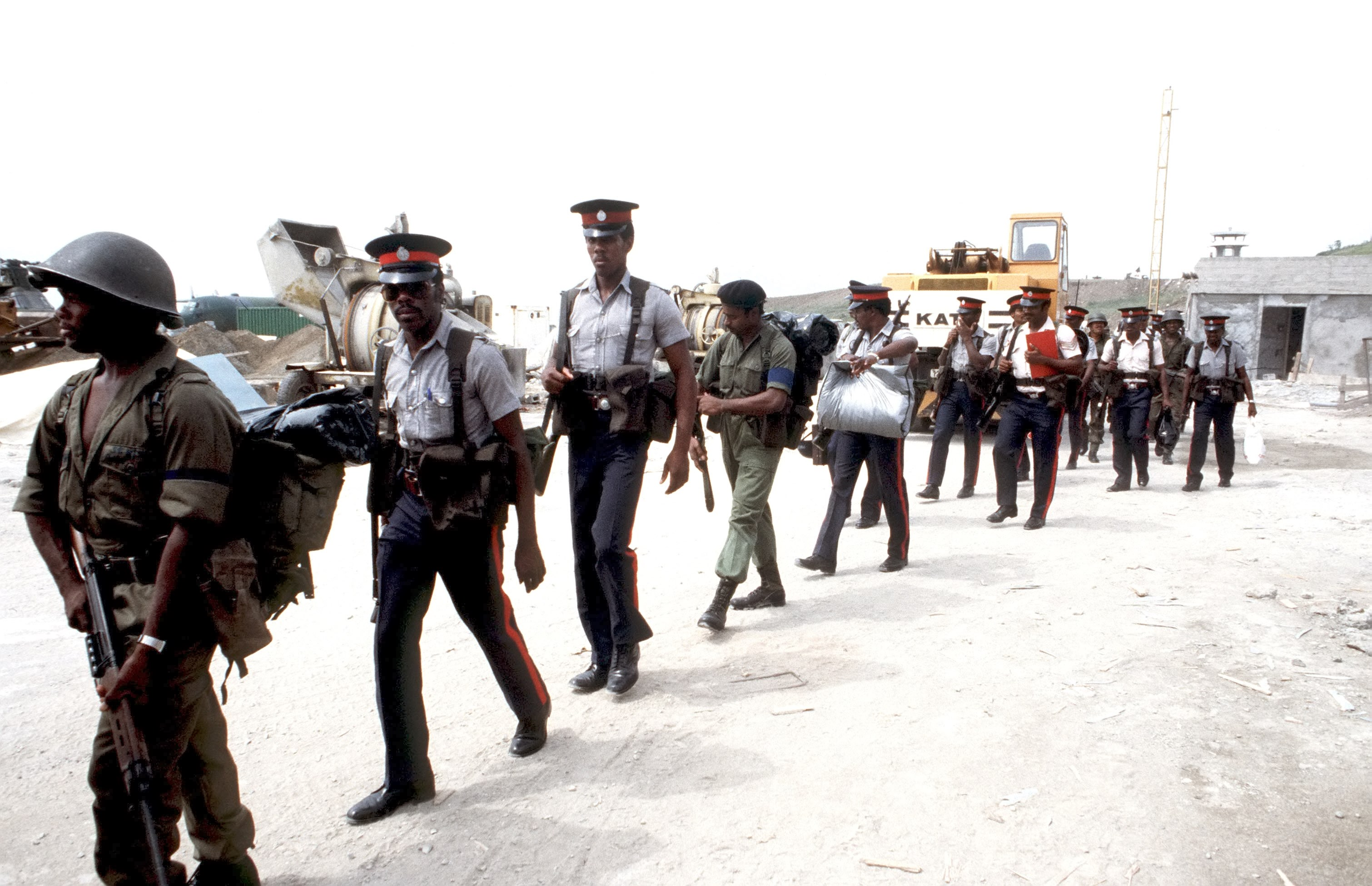
Un contingent de la Caribbean Peace Force de 350 policiers et militaires est déployés pour le maintien de la paix après l'invasion de la Grenade en 1983.

On dénombre finalement 19 morts et 116 blessés au sein des troupes américaines dont 4 noyades lors d'un parachutage, tandis que les Cubains déplorent 24 tués et 57 blessés. Côté grenadien, aucun décompte précis n'est établi par la suite ; Frédéric Morizot, auteur d'un livre sur la révolution grenadienne, avance les chiffres de 16 militaires et une trentaine de civils tués, et de 280 blessés ; Ronald H. Cole, auteur d'une étude pour le compte du Comité des chefs d’États-majors interarmées américain, évalue les pertes grenadiennes à 45 tués et 358 blessés, ainsi qu'à au moins 24 morts civils. Le coût de l'opération est estimé à 76 millions de dollars (

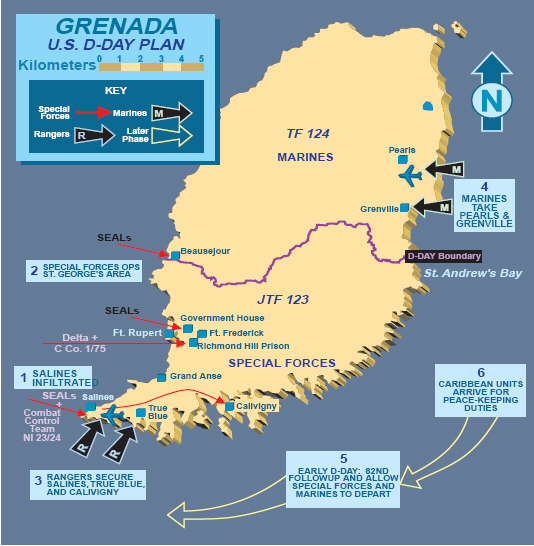
Points de débarquement sur l'île de la Grenade lors de l'opération Urgent Fury.

195 millions de 2019).

## Réactions

### États-Unis
Un mois après l'invasion, Time Magazine indique que l'opération a bénéficié aux États-Unis d'un « large soutien populaire ». Une commission de membres du Congrès américain conclut que l'invasion était justifiée, la majorité des membres de ce groupe d'étude étant arrivés à la conclusion que les étudiants américains présents sur l'île avaient couru le risque d'être pris en otage comme lors de la crise iranienne quatre ans auparavant. Les conclusions de la commission font changer de position Tip O'Neill, président de la Chambre des représentants, originellement opposé à l'intervention.
Néanmoins, certains membres de la commission s'opposent à cette interprétation. Louis Stokes (en), membre du Congrès, affirme que « Pas un seul enfant américain, pas un seul citoyen américain n'était en danger ou courait le risque d'être pris en otage avant l'invasion ». Le Caucus noir du Congrès dénonce quant à lui l'invasion et sept membres démocrates du Congrès, dirigés par Ted Weiss (en), se livrent à une tentative de mise en accusation contre Ronald Reagan.
Devant les problèmes opérationnels rencontrés lors de l’invasion, s'ajoutant à ceux des précédentes opérations militaires, le Congrès américain fait adopter en 1986 le Goldwater-Nichols Act pour améliorer le commandement des forces armées.
Il y a condamnation unanime de la presse américaine contre le fait que Ronald Reagan ait interdit aux journalistes de se rendre sur l'ile et donc d'assister aux opérations militaires ainsi que de vérifier les informations communiquées par la Maison-blanche ou le Pentagone[réf. nécessaire]. Ronald Reagan considérait — il l'avait dit pendant sa campagne électorale de 1980 — que la guerre du Vietnam fut la plus noble de l'histoire du pays, mais qu'elle fut perdue à cause des journalistes qui la critiquaient tout le temps.

### Critiques internationales
Parmi les pays membres du Commonwealth, Trinité-et-Tobago et le Canada entre autres affirment leur opposition à l'invasion. Le Royaume-Uni, s'il s'abstient de condamner officiellement l'initiative américaine, manifeste son irritation de n'avoir pas été tenu au courant de l'intervention dans un pays du Commonwealth. La majorité des pays occidentaux critique cette intervention effectuée sans l'aval du Conseil de sécurité de l'ONU. L'opération est ensuite condamnée par un vote de l'Assemblée générale des Nations unies,.

## Après coup
La Grenade est administrée par les forces d'occupation jusqu'au 31 octobre 1983, date à laquelle Nicholas Brathwaite est nommé par le gouverneur général à la tête du Conseil consultatif intérimaire, qui fait office de gouvernement provisoire. L'essentiel des troupes d'occupation se retire de la Grenade le 15 décembre, seuls 250 militaires américains restant sur place pour remplir des fonctions de police et de maintien de la paix. En décembre 1984, des élections législatives sont organisées : le scrutin est largement remporté par le Nouveau Parti national, formé par Herbert Blaize qui avait déjà dirigé le gouvernement avant Eric Gairy. Le Maurice Bishop Patriotic Movement, fondé par d'anciens cadres du New Jewel Movement, n'obtient quant à lui aucun élu.

## Documentaires télévisés
- Fin du cinquième épisode : La politique par d'autres moyens, de la série : Les grandes erreurs militaires, sur Planète+.

## Culture populaire
- Le Maître de guerre, de et avec Clint Eastwood (1986), met en scène l'invasion de la Grenade du point de vue d'un sous-officier américain.